# Estación de Aeropuerto (Atenas)
La estación de tren del aeropuerto internacional de Atenas es un complejo de dos estaciones de tren en el municipio de Spata-Loutsa. La primera estación es una estación del tren suburbano, en la línea de Kiato - Aeropuerto, que es Terminal y la segunda es la estación de Metro de Atenas, en la línea 3, que también es un Terminal. La distinción entre las dos estaciones de hecho es estándar, después esencialmente estos dos canales es uno cuyas dos líneas usando el tren suburbano y una línea del Metro de Atenas. Debe su nombre al Aeropuerto Internacional Eleftherios Venizelos, que sirve.

## Servicios

### Metro de Atenas
| << cabecera | < estación | línea   | estación > | cabecera >> |
| ----------- | ---------- | ------- | ---------- | ----------- |
| Nikaia      | Koropi     | Línea 3 | terminal   | terminal    |

### Proastiakós
| << cabecera | < estación | línea              | estación > | cabecera >> |
| ----------- | ---------- | ------------------ | ---------- | ----------- |
| Kiato       | Koropi     | Kiato - Aeropuerto | terminal   | terminal    |

- Datos: Q12884440
- Multimedia: Athens International Airport station / Q12884440